# ایلیاد
ایلیاد (به یونانی: Ἰλιάς) اثر حماسی طبیعی که برخی مواقع آهنگ ایلیون (Song of Ilion) نامیده می‌شود، یک دیوان شعر حماسی و کهن از یونان باستان است که در یکی از قالب‌های شعر یونانی به نامِ Dactylic Hexameter سروده شده و منسوب به هومر، شاعر نابینای یونانی است. این شعر در قرن ۸ قبل از میلاد سروده شده و به همراه ادیسه در زمره قدیمی‌ترین آثار ادبیات غرب برشمرده می‌شود. ایلیاد شامل ۱۵٬۶۹۳ بیت است که به زبانِ یونانیِ هومری نگاشته شده‌است و ترکیبی از گویش‌های متعدد یونانی است.
در ایلیاد از جنگ تروآ که به‌خاطر دزدیدن هلن همسر منلائوس به دست پاریس اتفاق افتاد سخن به میان آمده‌است. داستان در مورد محاصره ۱۰ ساله شهر تروآ (ایلیون) توسط ساکنان بومیِ شماری از ایالت‌های یونانِ میسنی یا آخه‌ای‌ها است و جنگ‌ها و رویدادها را طی هفته‌ها درگیری میانِ سپاه  آخه‌ای‌ها به فرماندهی آگاممنون و سپاه تروآ به فرماندهی هکتور روایت می‌کنند. به جز این دو، شمار زیادی از اساطیر یونان مانند زئوس، هرا، آتنا، آفرودیته، آرس، آپولون، آرتمیس، هفائستوس، پوزئیدون، ایریس، ثتیس، آشیل، پاتروکلوس، منلاس، نستور، دیومد، پاریس، پریام، سارپدون، آینیاس و آیاس نقش محوری و کلیدی را در این داستان ایفا می‌کنند.
پلوتارک نوشته است اسکندر همیشه نسخه‌ای از ایلیاد هومر که ارسطو آن را تصحیح کرده بود و آن را «نسخۀ صندوق» می‌نامیدند -همراه خود داشت و آن را شبها با خنجری زیر بالش خود می‌نهاد و پیوسته می‌گفت که این کتاب گنجینۀ همراه برداشتنی است، و اضافه می‌کرد که این دو چیز در سفرهای جنگ توشه راه من است.

## موضوع کتاب

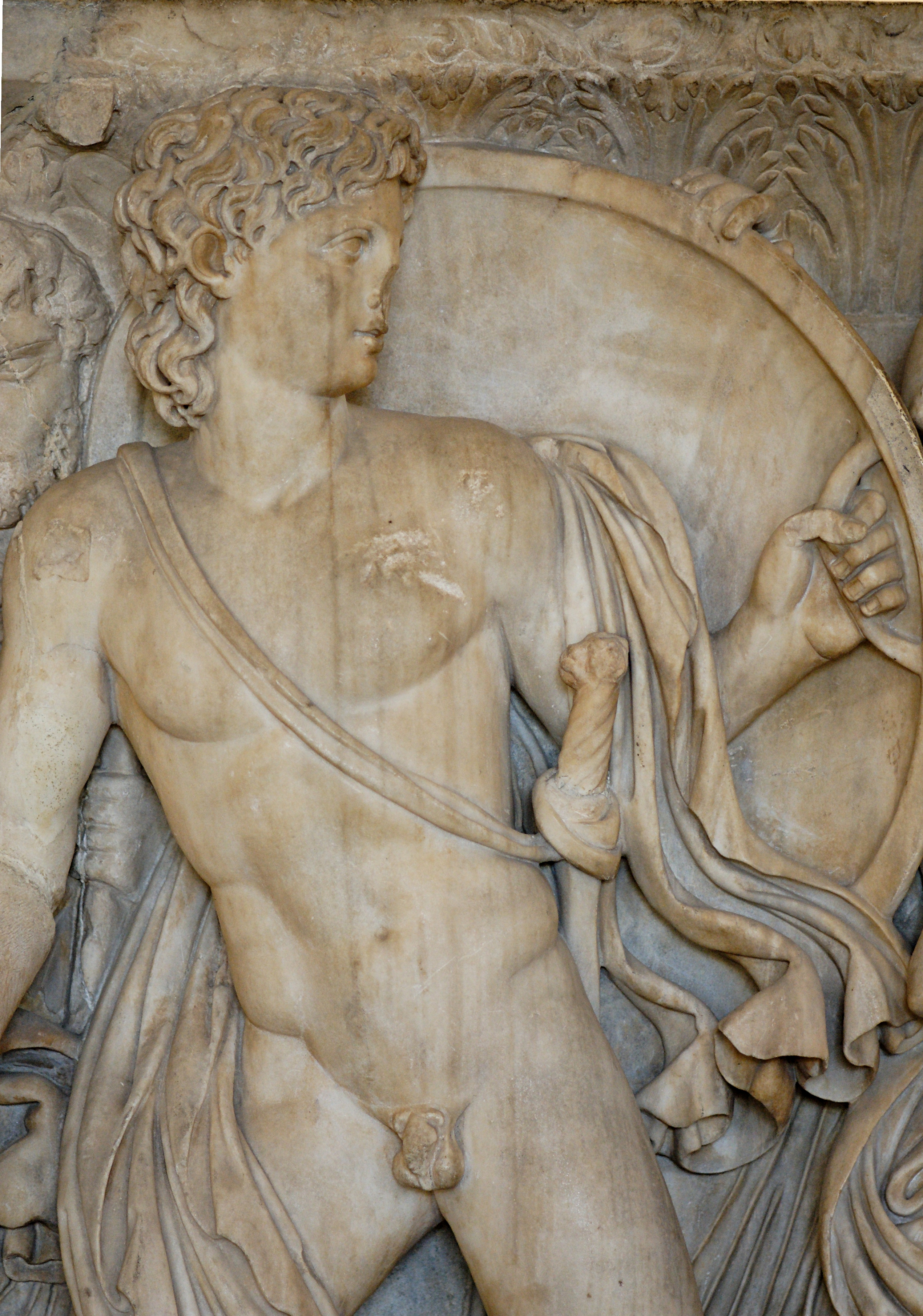
مجسمه آشیل

داستان از بیست و چهار قسمت (سرود) شامل به ربوده‌شدن هلن زن زیباروی منلائوس (شاه اسپارت) یکی از چند فرمانروای یونان توسط پاریس پسر پریام شاهِ ایلیون (تروا) تشکیل می‌شود. خواستگاران هلن با هم پیمان بسته بودند که چنانچه گزندی به هلن رسید شوی او را در مکافات مجرم یاری دهند. از این رو سپاهی بزرگ به فرماندهی آگاممنون و با حضور پهلوانانی چون آشیل، اودیسئوس، پاتروکلوس، آیاس و دیگرانی به سوی شهر تروآ روانه گردید تا هلن را از پاریس بازپس گیرند. سپاهیان یونان ده سال تروا را محاصره کردند ولیکن با رشادت‌های پهلوانان تروآ، به ویژه هکتور بزرگ‌ترین پسر شاه و برادر پاریس و پشتیبانی خدایانی چون زئوس و آفرودیته و آپولون طرفی نبستند.
در این سالها آشیل، بزرگ‌ترین پشتوانه یونانیان به دلیل اختلاف با آگاممنون جبهه را رها کرده و در گوشه‌ای به همراه یاران اختصاصی‌اش نبرد را نظاره می‌کرد. تا اینکه پاتروکلوس دوست نزدیک و احتمالاً معشوقه آشیل، با لباس و جنگ ابزار آسمانی او به نبرد رفت؛ ولی با فریب و نیرنگ زئوس و دشمنی آپولون و دیگر خدایان هوادار تروا، شکست خورده و به دست هکتور کشته شد. آشیل از این رویداد خشمگین شده و اختلافاتش با آگاممنون را کنار گذاشته و پس از تشییع جنازه پاتروکلوس، به نبرد تن‌به‌تن با هکتور پرداخت و او را شکست داد. سپس به جنازه‌اش بی‌احترامی روا داشته و آن را با خود به اردوگاه یونانیان آورد.
پریاموس شاه تروا به یاری خدایان شبانه خود را به اردوگاه آشیل رسانده و با زاری از او تمنا کرد که جنازه پسرش را به او برگردانند تا بتواند مراسمی در خورِ بزرگیِ این پهلوان حماسه‌ساز، ترتیب دهد. پس از گفتگوی دراز، آشیل پذیرفت و داستان ایلیاد اثر هومر با توصیف سوزاندن هکتور در تروا و به سوگ نشستن مردمان شهر برای او به پایان می‌رسد.
در این کتاب و همچنین کتاب دیگر هومر، ادیسه اشاره‌ای به پایان نبرد تروا و سرنوشت تراژیک آشیل نرفته‌است. داستانهایی چون اسب تروآ در آثار نویسندگان بعدی روم همچون ویرژیل و اووید آمده و افسانه رویین‌تن بودن آشیل و ماجرای پاشنه آشیل که به مرگش انجامید را شاعر سده یکم میلادی استاتیوس در کتاب خود آشیلید آورده‌است.

## ترجمه به فارسی
تاکنون سه ترجمهٔ معتبر از ایلیاد به زبان فارسی صورت گرفته‌است. دو ترجمه به نثر و یک ترجمه به نظم. ترجمه‌های منثور از روی ترجمهٔ فرانسوی ایلیاد صورت گرفته و ترجمهٔ منظوم نیز از همان ترجمه‌های منثور فارسی با رویکردی شاعرانه صورت گرفته‌است.

### ترجمهٔ منثور
نخستین ترجمهٔ ایلیاد از سعید نفیسی به همت شرکت بنگاه ترجمه و نشر کتاب در سال ۱۳۳۳چاپ شده و سال‌ها تنها ترجمه از ایلیاد در زبان فارسی بود. دومین ترجمه از جلال‌الدین کزازی توسط نشر مرکز در سال ۱۳۶۸ منتشر شد که ترجمهٔ باستان‌گرایانه یا آرکائیک محسوب می‌شود. اما هر دو ترجمه در اتخاذ زبان ترجمه، وامدار ادبیات شاهنامه هستند.

### ترجمهٔ منظوم
سومین ترجمه از ایلیاد که نخستین ترجمهٔ منظومِ ایلیاد محسوب می‌شود از تقی سائس (فرخ) است که در سال ۱۳۹۴ به همت نشر هلتاک چاپ شده که فقط فصل اول کتاب (سرود نخستین) ایلیاد را در بر می‌گیرد.